# 横屿站
横屿站（福州話：/huɑŋ˨˩ nøy˨˦˨/）位于中华人民共和国福建省福州市晋安区前横路与化工路交叉口北侧地下，是福州地铁4号线的地铁车站，于2023年8月27日启用。

## 车站结构
横屿站位于前横路与化工路交叉口北侧下方，站体呈南北走向，总长为205米。
| 地下一层 | 站厅                                 |  | 票务服务、自动售票机   |
| 地下二层 | 1                                    |  | 4号线 往帝封江（后屿） |
| 地下二层 | 岛式站台，列车运行方向左侧的车门打开 |  |                        |
| 地下二层 | 2                                    |  | 4号线 往凤凰池（竹屿） |

### 车站艺术
横屿站是4号线上的一座特色车站，站厅处设有艺术墙《鹤林凤丘今犹在》。“凤丘鹤林”是南宋朱熹题刻，“凤丘”“鹤林”二字分别在一块巨石的两面，位于横屿站附近的牛岗山公园。横屿站壁画画面以自然生态为主，用一水贯穿，串联北山南湖。画面中用南方代表植物表现自然生态风貌，白鹭飞鹤飞翔其中，呼应朱熹当年题字。

### 站台
本站设有一个岛式车站，站台宽度为11米。

### 出入口与周边
| 横屿站出入口信息            | 横屿站出入口信息 | 横屿站出入口信息 | 横屿站出入口信息 |
| --------------------------- | ---------------- | ---------------- | ---------------- |
|                             |                  |                  |                  |
| 编号                        | 设施             | 位置             | 接驳交通         |
| 出口 · A                    |                  | 车站东北口       |                  |
| 出口 · B                    |                  | 车站西北口       |                  |
| 出口 · C                    |                  | 车站西南口       | 化工路           |
| 出口 · D                    |                  | 车站东南口       | 前横路北、安铺村 |
| 注： 设有电梯 \| 设有卫生间 |                  |                  |                  |

## 历史
- 2017年6月29日，福建省发展和改革委员会批复《福州市城市轨道交通4号线一期工程可行性研究报告》（闽发改网审交通〔2017〕103号），福州地铁4号线沿前横路在化工路路口北侧设化工路站。[4]
- 2019年5月10日，横屿站主体结构封顶，是4号线上首座封顶的车站。[2]
- 2023年8月23–25日，横屿站开启免费试乘活动。[5]
- 2023年8月27日，横屿站启用。[1]